# Saturn-Award-Verleihung 1973
Die 1. Saturn-Award-Verleihung fand am 18. Mai 1973 statt. Die Ideenansatz stammte von dem US-amerikanischen Filmhistoriker Donald A. Reed, der mit der Gründung der Academy of Science Fiction, Fantasy & Horror Films den in Themenkreisen eher kritisch angesehenen Genres des phantastischen Films einen höheren Stellenwert verschaffen wollte. Der erste gestiftete Preis war eine goldene Pergamentrolle („Golden Scroll“); diese wurde 1977 von der bis heute gebräuchlichen, in ein Filmband eingeschlagenen Saturn-Statue abgelöst.

## Nominierungen und Gewinner
| Kategorie                   | Auszeichnung  | Nominierungen                |
| --------------------------- | ------------- | ---------------------------- |
| Bester Science-Fiction-Film | Schlachthof 5 | keine weiteren Nominierungen |
| Bester Horrorfilm           | Blacula       | keine weiteren Nominierungen |